# Сан Стефано (улица в София)
Вижте пояснителната страница за други значения на Сан Стефано.
„Сан Стефано“ е централна улица в София. Името ѝ идва от мястото на сключването на Санстефанския мирен договор, чрез който е обособена българската държава след 5-вековно османско владичество.
Простира се между парка „Заимов“ при бул. „Янко Сакъзов“ и бул. „Цар Освободител“ при Орлов мост.

## Обекти
Следните обекти са разположени на ул. „Сан Стефано“:
- Къщата на Иван Наумов – на ъгъла на ул. „Сан Стефано“ и „Шипка“ №3, построена по проект на арх. Никола Юруков през 1911 г.[1]
- Къщата с ягодите (№ 6), паметник на културата. Построена между 1927 и 1930 г. в стил сецесион по проект на арх. Георги Кунев паметник на културата от местно значение.[2][3]
- Докторската градина
- Централна сграда на БНТ (№ 29)
- Посолство на Гърция (№ 33)

При ъгъла на ул. „Сан Стефано“ и бул. „Цар Освободител“ е метростанция „Орлов мост“. Съвсем наблизо е и метростанция „Софийски университет“